# ダンカン (DD-874)
|          |                                                 |
| 艦歴     |                                                 |
| 発注     |                                                 |
| 起工     | 1944年5月22日                                   |
| 進水     | 1944年10月27日                                  |
| 就役     | 1945年2月25日                                   |
| 退役     | 1971年1月15日                                   |
| その後   | 1980年7月31日に標的艦として海没処分             |
| 除籍     | 1974年2月1日                                    |
| 性能諸元 |                                                 |
| 排水量   | 2,425トン                                       |
| 全長     | 390 ft 6 in (119.0 m)                           |
| 全幅     | 40 ft 1 in (12.2 m)                             |
| 吃水     | 18 ft 6 in (5.6 m)                              |
| 機関     | ギアード・タービン、2軸推進、60,000 shp (45 MW) |
| 最大速   | 36.8ノット (68.2 km/h; 42.3 mph)                |
| 航続距離 | 20ノットで4,500カイリ （37km/hで8,300km）       |
| 乗員     | 士官、兵員336名                                 |
| 兵装     | 38口径5インチ砲6門 50口径5インチ砲6門           |

ダンカン（USS Duncan, DD-874）は、アメリカ海軍の駆逐艦。ギアリング級駆逐艦の1隻。艦名はサイラス・ダンカンに因む。その名を持つ艦としては3隻目。

## 艦歴
ダンカンは1944年5月22日にテキサス州オレンジのコンソリデーテッド・スチールで起工する。1944年10月27日にD・C・セイヤー夫人によって進水し、1945年2月25日に艦長P・D・ウィリアムズ中佐の指揮下就役する。
ダンカンは整調後オーバーホールの間にレーダーピケット駆逐艦に改修され、1945年6月2日にノーフォークを出航、太平洋に向かった。サンディエゴ、真珠湾を経由して8月1日にウェーク島で空母カボット (USS Cabot, CVL-28) と合流、同島を攻撃する間カボットの護衛および艦載機部隊の支援を行った。エニウェトク環礁を訪問した後、沖縄に向かい、青島、大沽砲台、仁川への上陸が行われる間、中国および朝鮮半島沖合を第7艦隊と共に巡航した。ダンカンは1946年3月25日まで極東での占領任務に従事し、その後西海岸に向かって出航、4月28日にサンディエゴに到着した。
翌年、ダンカンは西海岸沿いに訓練を行いそのスキルと即応性を高度に維持した。1947年5月19日、サンディエゴを出航し極東への5ヶ月間の巡航に向かう。沖縄、中国を訪問し、帰国後は航空機および潜水艦と共に沿岸での作戦活動を再開した。1948年3月1日に艦上で爆発事故を生じ、2名が死亡、14名が負傷した。カリフォルニア州ロングビーチでの修理後、艦隊に復帰したダンカンは1949年1月まで訓練を続け、その後再び西太平洋に8ヶ月間展開した。ダンカンは1949年3月18日に DDR-874 （レーダー哨戒駆逐艦）に艦種変更された。
ダンカンはサンディエゴと真珠湾の間で作戦活動を続け、1950年11月に出航、韓国海域で第7艦隊と合流した。朝鮮戦争の間、合計3回韓国海域に派遣された。ダンカンは空母艦載機の護衛および戦艦護衛のための対潜哨戒を行い、掃海艇支援のための艦砲射撃、敵の通信施設に対する攻撃を行った。ダンカンは北朝鮮の掃海艇および漁船を警戒しての巡航を行った。戦争を通じてダンカンは国連軍部隊に対する支援へ重要な貢献を果たした。
1953年に朝鮮戦争の停戦が成立したが、ダンカンは太平洋で多忙な時期を過ごし、極東での任務と西海岸での訓練維持調整を交互に経験した。ダンカンはオーストラリア、日本、フィリピン、台湾、香港および太平洋の多くの島々を訪問した。1960年から61年にかけてFRAM計画に基づき、ロングビーチ海軍造船所で大規模なオーバーホールと近代化が行われた。
ベトナム戦争の間、ダンカンはトンキン湾の「ヤンキー・ステーション」で空母搭載機の護衛任務に従事し、「シードラゴン作戦」および「マーケットタイム作戦」に参加、捜索救助のための巡航を行い、艦砲射撃支援任務に従事した。
ダンカンは1971年1月15日に退役し1974年2月1日に除籍、1980年7月31日に標的艦としてカリフォルニア沖で海没処分された。
ダンカンは朝鮮戦争の戦功で7個の従軍星章を受章した。